# Jan Šimůnek
Jan Šimůnek (Prága, 1987. február 20. –) cseh válogatott labdarúgó.

## Mérkőzései a cseh válogatottban
| #  | Dátum               | Ellenfél                | Eredmény         | Kiírás                              | Esemény |
| -- | ------------------- | ----------------------- | ---------------- | ----------------------------------- | ------- |
| 1. | 2008. február 5.    | Görögország             | 0 – 1            | barátságos mérkőzés                 |         |
| 2. | 2009. június 5.     | Málta                   | 1 – 0            | barátságos mérkőzés                 |         |
| 3. | 2009. augusztus 12. | Belgium                 | 3 – 1            | barátságos mérkőzés                 | 88'     |
| 4. | 2009. november 15.  | Egyesült Arab Emírségek | 0 – 0 (t.e.:2-3) | UAE International Cup-elődöntő      | 65'     |
| 5. | 2009. november 18.  | Azerbajdzsán            | 0 – 2            | UAE International Cup-bronzmérkőzés |         |

## Sikerei, díjai
- AC Sparta Praha
  - Gambrinus liga: 2004–05
- VfL Wolfsburg
  - Bundesliga: 2008-09